# Markus Rogan
Markus Antonius Rogan (Viena, 4 de maio de 1982) é um nadador austríaco. 
É o atual recordista mundial nos 200 metros costas em piscina de 25 metros.
Seu primeiro grande sucesso internacional foi um segundo lugar nos 200 m costas no Campeonato Mundial de 2001 em Fukuoka, no Japão.
Nas Olimpíadas de Atenas em 2004, Rogan obteve duas medalhas de prata nos 100 m e 200 m costas, ambas as vezes atrás de Aaron Peirsol dos Estados Unidos. A prova de 200 metros foi controversa pois Peirsol chegou a ser desqualificado, mas depois foi reintegrado como medalhista de ouro.
Em 8 de dezembro de 2005, em Trieste, estabeleceu um novo recorde mundial nos 200 m costas em piscina curta, com 1m50s43. Este recorde foi quebrado por Ryan Lochte, com 1m49s05 em 2006. Rogan quebrou o recorde mundial novamente em 13 de abril de 2008, com 1m47s84.
Em uma entrevista à BBC Sports no Campeonato Europeu de 2008 em Eindhoven, Holanda, disse que estava planejando se aposentar da natação competitiva após os Jogos Olímpicos de Pequim, em agosto. Rogan venceu ambas as provas de 100 e 200 metros costas no Campeonato Europeu. No entretanto mudou seus planos de se aposentar. Ele nadou o Campeonato Mundial 2009, em Roma e o Mundial em Piscina Curta de 2010, em Dubai.